# Zodion longirostre
Zodion longirostre är en tvåvingeart som beskrevs av Chen 1939. Zodion longirostre ingår i släktet Zodion och familjen stekelflugor. Inga underarter finns listade i Catalogue of Life.